# Basen 36
Basen 36 eller hexatrigesimala talsystemet är ett positionssystem som använder talbasen 36. Talsystemet är ett positionssystem med de 36 siffrorna 0–9 följt av A–Z där A motsvarar 1010, B motsvarar 1110 och C motsvarar 1210 och så vidare (talföljdsregel +1 i basen 10 för varje bokstav). För att påvisa att ett tal är skrivet i basen 36 kan man ha sänkt 36 efter talet, till exempel: 1036 = 3610.